# Acutozetes rostratus
Acutozetes rostratus är en kvalsterart som beskrevs av Balogh 1970. Acutozetes rostratus ingår i släktet Acutozetes och familjen Haplozetidae. Inga underarter finns listade i Catalogue of Life.